# Marvel Apresenta
Marvel Apresenta é uma publicação bimestral de histórias em quadrinhos, originalmente publicadas pela editora estadunidense Marvel Comics, distribuídas no Brasil pela Editora Panini. Esta série é dedicada a publicar histórias originalmente publicadas na forma de mini-séries ou arcos fechados, ou ainda coletando diversas edições temáticas (como no caso das séries de aventuras de Stan Lee).
Quando iniciou sua publicação, em agosto de 2002, foi um dos títulos a inaugurar a linha econômica da Panini, na primeira leva de lançamentos após a Panini começar a trabalhar com os títulos Marvel em janeiro de 2002, juntamente com Marvel Knights, Marvel Mangaverso e Quarteto Fantástico & Capitão Marvel, sendo o único desses títulos ainda em publicação.
A série foi publicada em dois formatos diferentes, no "formato econômico" da Panini (15 cm x 24,5 cm), da edição 1 a 6, e posteriormente em formato americano (17 cm x 26 cm), da edição 7 em diante.

## Publicação pela Panini Comics

### Marvel Apresenta (2002-presente)

#### Séries
- Wolverine/Hulk (#01) por Sam Kieth (escritor e artista); mini-série em 4 edições.
- Viúva Negra (Black Widow: #02) por Devin Grayson e Greg Rucka (escritores) e Scott Hampton (artista); mini-série em 3 edições.
- Marvel Knights: Double-Shot (#02)
- Banner (#03) por Brian Azzarello (escritor) e Richard Corben (artista); mini-série em 4 edições.
- Thor: Tempestade Divina (Thor: Godstorm: #04) por Kurt Busiek (escritor) e Steve Rude (desenhista); mini-série em 3 edições.
- As Quatro Viagens Fantásticas de Sinbad (Fantastic Fourth Voyage of Sinbad: #05) por Chris Claremont (escritor) e Pascual Ferry (desenhista); edição especial.
- Coisa e Mulher-Hulk: A Longa Noite (Thing & She-Hulk: The Long Night: #05) por Todd Dezago (escritor) e Bryan Hitch e Ivan Reis (desenhistas); edição especial.
- Fantastic Four (#05)
- Hulk: O Fim (Hulk: The End: #06) por Peter David (escritor) e Dale Keown (desenhista); edição especial.
- Hulk Esmaga (Hulk Smash: #06) por Garth Ennis e Stuart Moore (escritores) e John McCrea (desenhista); mini-série em 2 edições.
- O Coisa: Circo de Horrores (The Thing: Freakshow: #07) por Geoff Johns (escritor) e Scott Kolins (desenhista); mini-série em 4 edições.
- Abismo Infinito (Infinity Abyss: #08-#09) por Jim Starlin; mini-série em 6 edições.
- Marvel Double-Shot (#08-#09; #12-#13)
- Wolverine & Homem-Aranha (Spider-Man/Wolverine: #10) por Brett Matthews (escritor) e Vatche Mavlian (desenhista); mini-série em 4 edições.
- Novos Mutantes (New Mutants: #11) por Nunzio DeFilippis e Christina Weir (escritores) e Keron Grant (desenhista); edições de série regular.
- O Fim do Universo (Marvel Universe: The End: #12-#13) por Jim Starlin; mini-série em 6 edições.
- Wolverine: Ilha X (X-Isle: #14) por Bruce Jones (escritor) e Jorge Lucas (desenhista); mini-série em 5 edições.
- Wolverine/Justiceiro (Wolverine/Punisher: #15) por Peter Milligan (escritor) e Lee Weeks (desenhista); mini-série em 5 edições.
- Elektra Millennium (Ultimate Elektra: #16) por Mike Carey (escritor) e Salvador Larroca (desenhista); mini-série em 5 edições.
- 4 (Marvel Knights 4: #17; #19; #23) por Roberto Aguirre-Sacasa (escritor) e Steve McNiven e Jim Muniz (desenhistas); edições de série regular.
- Vingadores (Avengers: #18) por Geoff Johns (escritor) e Scott Kolins (desenhista); edições de série regular.
- Pulse (The Pulse: #20) por Brian Michael Bendis (escritor) e Brent Anderson e Michael Lark (desenhistas); edições de série regular.
- Homem-Aranha & Tocha Humana (Spider-Man/Human Torch: #21) por Dan Slott (escritor) e Ty Templeton (desenhista); mini-série em 5 edições.
- X4 (#22) por Akira Yoshida (escritor) e Pat Lee (desenhista); mini-série em 5 edições.
- Hulk & Coisa: Golpe Baixo (Hulk & Thing: Hard Knocks: #24) por Bruce Jones (escritor) e Jae Lee (desenhista); mini-série em 4 edições.
- 1602: Novo Mundo (Marvel 1602: New World: #25) por Greg Pak (escritor) e Greg Tocchini (desenhista); mini-série em 5 edições.
- Defensores (Defenders: #26) por Keith Giffen e J.M. DeMatteis (escritores) e Kevin Maguire (desenhista); mini-série em 5 edições.
- Novos X-Men (New X-Men: #27) por Nunzio DeFilippis e Christina Weir (escritores) e Aaron Lopresti (desenhista); edições de série regular.
- Geração M (Generation M: #28) por Paul Jenkins (escritor) e Ramon Bachs (desenhista); mini-série em 5 edições.
- Esquadrão Sentinela (Sentinel Squad ONE: #29) por John Layman (escritor) e Aaron Lopresti (desenhista); mini-série em 5 edições.
- Thunderbolts (New Thunderbolts e Thunderbolts: #30) por Fabian Nicieza (escritor) e Tom Grummett e Dave Ross (desenhistas); edições de série regular.
- Stan Lee Encontra o Doutor Destino (Stan Lee Meets Dr. Doom: #31) por Stan Lee (escritor) e Salvador Larroca (artista); edição especial.
- Stan Lee Encontra o Doutor Estranho (Stan Lee Meets Dr. Strange: #31) por Stan Lee (escritor) e Alan Davis (artista); edição especial.
- Stan Lee Encontra o Homem-Aranha (Stan Lee Meets Spider-Man: #31) por Stan Lee (escritor) e Olivier Coipel (artista); edição especial.
- Stan Lee Encontra o Coisa (Stan Lee Meets The Thing: #31) por Stan Lee (escritor) e Lee Weeks (artista); edição especial.
- Stan Lee Encontra o Surfista Prateado (Stan Lee Meets Silver Surfer: #31) por Stan Lee (escritor) e Mike Wieringo (artista); edição especial.
- 1602: Os Quatro do Fantástico (1602: Fantastick Four: #32) por Peter David (escritor) e Pascal Alixe (desenhista); mini-série em 5 edições.
- Aniquilação: Os Arautos de Galactus (Annihilation: Heralds of Galactus: #33) por Christos N. Gage, Stuart Moore e Keith Giffen (escritores) e Giuseppe Camuncoli, Mike McKone, Scott Kolins e Andrea Divito (desenhistas); mini-série em 2 edições.
- Tropa Ômega (Omega Flight: #34) por Michel Avon Oeming (escritor) e Scott Kolins (artista); mini-série em 5 edições.
- Punho de Ferro (The Immortal Iron Fist: #35; #43) por Ed Brubaker & Matt Fraction (escritores) e David Aja e outros (artista); edições de série regular.
- Massacre Renasce (Onslaught Reborn: #36) por Jeph Loeb (escritor) e Rob Liefeld (desenhista); mini-série em 5 edições.
- Nova (#37; #38; #41; #44) por Dan Abnett e Andy Lanning (escritores) e Sean Chen, Brian Denham e outros (desenhistas); edições de série regular.
- O Que Aconteceria Se... (What If? Annihilation: #37) por David Hine (escritor) e Mico Suayan e Rafael Kayanan (artistas); edição especial.
- Exilados (Exiles: #39, #40) por Chris Claremont (escritor); edições de série regular.
- Exilados: Dias de Então e de Hoje (Exiles: Days of Then and Now: #40) por Chris Claremont (escritor); edição especial.
- Guardiões da Galáxia (Guardians Of The Galaxy: #42) por Dan Abnett e Andy Lanning (escritores) e Paul Pelletier (desenhista); edições de série regular.

#### Edições
| Edição nacional | Histórias | Data de publicação |
| --------------- | --- | ------------------ |
| #01             | Wolverine/Hulk #01 Wolverine/Hulk #02 Wolverine/Hulk #03 Wolverine/Hulk #04                                                                                             | ago 02             |
| #02             | Black Widow #01 Black Widow #02 Black Widow #03 Marvel Knights: Double-Shot #03                                                                                         | out 02             |
| #03             | Banner #01 Banner #02 Banner #03 Banner #04 | dez 02             |
| #04             | Thor: Godstorm #01 Thor: Godstorm #02 Thor: Godstorm #03 | fev 03             |
| #05             | Fantastic Fourth Voyage of Sinbad Thing & She-Hulk: The Long Night Fantastic Four #50                                                                                   | abr 03             |
| #06             | Hulk: The End #01 Hulk Smash #01 Hulk Smash #02 | jun 03             |
| #07             | The Thing: Freakshow #01 The Thing: Freakshow #02 The Thing: Freakshow #03 The Thing: Freakshow #04                                                                     | ago 03             |
| #08             | Infinity Abyss #01 Infinity Abyss #02 Infinity Abyss #03 Marvel Double-Shot #04                                                                                         | out 03             |
| #09             | Infinity Abyss #04 Infinity Abyss #05 Infinity Abyss #06 Marvel Double-Shot #02                                                                                         | dez 03             |
| #10             | Spider-Man/Wolverine #01 Spider-Man/Wolverine #02 Spider-Man/Wolverine #03 Spider-Man/Wolverine #04                                                                     | fev 04             |
| #11             | New Mutants #01 New Mutants #02 New Mutants #03 New Mutants #04 | abr 04             |
| #12             | Marvel Universe: The End #01 Marvel Universe: The End #02 Marvel Universe: The End #03 Marvel Double-Shot #01                                                           | jun 04             |
| #13             | Marvel Universe: The End #04 Marvel Universe: The End #05 Marvel Universe: The End #06 Marvel Double-Shot #02 Marvel Double-Shot #03                                    | ago 04             |
| #14             | Island X #01 Island X #02 Island X #03 Island X #04 Island X #05 | out 04             |
| #15             | Wolverine/Punisher #01 Wolverine/Punisher #02 Wolverine/Punisher #03 Wolverine/Punisher #04 Wolverine/Punisher #05                                                      | dez 04             |
| #16             | Ultimate Elektra #01 Ultimate Elektra #02 Ultimate Elektra #03 Ultimate Elektra #04 Ultimate Elektra #05                                                                | fev 05             |
| #17             | Marvel Knights 4 #01 Marvel Knights 4 #02 Marvel Knights 4 #03 Marvel Knights 4 #04                                                                                     | abr 05             |
| #18             | Avengers #72 Avengers #73 Avengers #74 Avengers #75 | jun 05             |
| #19             | Marvel Knights 4 #05 Marvel Knights 4 #06 Marvel Knights 4 #07 Marvel Knights 4 #08 Marvel Knights 4 #09                                                                | ago 05             |
| #20             | The Pulse #06 The Pulse #07 The Pulse #08 The Pulse #09 | out 05             |
| #21             | Spider-Man/Human Torch #01 Spider-Man/Human Torch #02 Spider-Man/Human Torch #03 Spider-Man/Human Torch #04 Spider-Man/Human Torch #05                                  | dez 05             |
| #22             | X4 #01 X4 #02 X4 #03 X4 #04 X4 #05 | fev 06             |
| #23             | Marvel Knights 4 #10 Marvel Knights 4 #11 Marvel Knights 4 #12 Marvel Knights 4 #13 Marvel Knights 4 #14                                                                | abr 06             |
| #24             | Hulk & Thing: Hard Knocks #01 Hulk & Thing: Hard Knocks #02 Hulk & Thing: Hard Knocks #03 Hulk & Thing: Hard Knocks #04                                                 | jun 06             |
| #25             | Marvel 1602: New World #01 Marvel 1602: New World #02 Marvel 1602: New World #03 Marvel 1602: New World #04 Marvel 1602: New World #05                                  | ago 06             |
| #26             | Defenders #01 Defenders #02 Defenders #03 Defenders #04 Defenders #05                                                                                                   | out 06             |
| #27             | New X-Men #16 New X-Men #17 New X-Men #18 New X-Men #19 | dez 06             |
| #28             | Generation M #01 Generation M #02 Generation M #03 Generation M #04 Generation M #05                                                                                    | fev 07             |
| #29             | Sentinel Squad ONE #01 Sentinel Squad ONE #02 Sentinel Squad ONE #03 Sentinel Squad ONE #04 Sentinel Squad ONE #05                                                      | abr 07             |
| #30             | New Thunderbolts #18 Thunderbolts #100 Thunderbolts #101 Thunderbolts #102                                                                                              | jun 07             |
| #31             | Stan Lee Meets Dr. Doom #01 Stan Lee Meets Dr. Strange #01 Stan Lee Meets Spider-Man #01 Stan Lee Meets The Thing #01 Stan Lee Meets Silver Surfer #01                  | ago 07             |
| #32             | 1602: Fantastick Four #01 1602: Fantastick Four #02 1602: Fantastick Four #03 1602: Fantastick Four #04 1602: Fantastick Four #05                                       | out 07             |
| #33             | Annihilation: Heralds of Galactus #01 Annihilation: Heralds of Galactus #02                                                                                             | jan 08             |
| #34             | Omega Flight #01 Omega Flight #02 Omega Flight #03 Omega Flight #04 Omega Flight #05                                                                                    | fev 08             |
| #35             | The Immortal Iron Fist #01 The Immortal Iron Fist #02 The Immortal Iron Fist #03 The Immortal Iron Fist #04 The Immortal Iron Fist #05 The Immortal Iron Fist #06       | abr 08             |
| #36             | Onslaught Reborn #01 Onslaught Reborn #02 Onslaught Reborn #03 Onslaught Reborn #04 Onslaught Reborn #05                                                                | jun 08             |
| #37             | Nova #01 Nova #02 Nova #03 What If? Annihilation | ago 08             |
| #38             | Nova #04 Nova #05 Nova #06 Nova #07 | out 08             |
| #39             | Exiles #90 Exiles #91 Exiles #92 Exiles #93 Exiles #94 | dez 08             |
| #40             | Exiles #95 Exiles #96 Exiles #97 Exiles #98 Exiles #99 Exiles #100 Exiles: Days of Then and Now #01                                                                     | fev 09             |
| #41             | Nova #08 Nova #09 Nova #10 Nova Annual #01 Nova #11 Nova #12 | abr 09             |
| #42             | Guardians Of The Galaxy #01 Guardians Of The Galaxy #02 Guardians Of The Galaxy #03 Guardians Of The Galaxy #04 Guardians Of The Galaxy #05 Guardians Of The Galaxy #06 | jun 09             |
| #43             | The Immortal Iron Fist #07 The Immortal Iron Fist #08 The Immortal Iron Fist #09 The Immortal Iron Fist Annual#01 The Immortal Iron Fist #10 The Immortal Iron Fist #11 | ago 08             |
| #44             | Nova #13 Nova #14 Nova #15 Nova #16 Nova #17 Nova #18 | out 09             |